# Armavir (město v Arménii)
Armavir je město a administrativní centrum stejnojmenné provincie v západní Arménii. Leží 47 kilometrů západně od Jerevanu a žije zde přibližně 39 tisíc obyvatel.

## Historie
Město bylo založeno pod jménem Sardarabad v roce 1931. V letech 1935 až 1995 neslo jméno Oktemberjan (tedy v překladu říjen) k uctění památky Říjnové revoluce.
Okolí současného města bylo významným regionem již v starověkých dějinách Arménie. Novodobý Armavir nelze zaměňovat s mnohem starším městem téhož jména, jehož pozůstatky leží asi 8 kilometrů jižním směrem. Toto významné starověké město bylo založeno již v 8. století před n. l. a v letech 331 až 210 před n. l. bylo hlavním městem Arménie. V nevelké vzdálenosti leželo též další starověké město Argištichinili, které vzniklo již v období existence prvního arménského království Urartu.
Urbanistickým návrhem nového sídla byl pověřen významný arménský architekt Alexandr Tamanjan. Ve městě se zpočátku postupně usídlovali uprchlíci, kteří přicházeli z arménských vesnic na území sousední Gruzie. V průběhu 40. let přicházeli z blízkého okolí další lidé povětšinou kurdské národnosti. Z důvodu bouřlivého rozvoje průmyslu získala vesnice Oktemberjan v roce 1947 status města. Krátce po rozpadu Sovětského svazu bylo v roce 1995 městu navráceno jméno Armavir.

## Geografie
Armavir leží v západní Arménii v Araratské rovině asi 47 kilometrů od hlavního města Jerevanu. Vzhledem k poloze města ve vnitrozemí je pro něj charakteristické suché kontinentální podnebí s relativně velkými teplotními rozdíly mezi letním a zimním obdobím. Nejchladnějším měsícem je leden s průměrnou teplotou -3,2 °C, nejteplejším pak červenec s průměrnou teplotou 25,0 °C. Roční srážkový úhrn činí 305 mm.
Přehled průměrné teploty a srážek podle měsíců:

| Armavir – podnebí           | Armavir – podnebí | Armavir – podnebí | Armavir – podnebí | Armavir – podnebí | Armavir – podnebí | Armavir – podnebí | Armavir – podnebí | Armavir – podnebí | Armavir – podnebí | Armavir – podnebí | Armavir – podnebí | Armavir – podnebí | Armavir – podnebí |
| Období                      | leden             | únor              | březen            | duben             | květen            | červen            | červenec          | srpen             | září              | říjen             | listopad          | prosinec          | rok               |
| --------------------------- | ----------------- | ----------------- | ----------------- | ----------------- | ----------------- | ----------------- | ----------------- | ----------------- | ----------------- | ----------------- | ----------------- | ----------------- | ----------------- |
| Průměrné denní maximum [°C] | 1,5               | 4,2               | 11,3              | 19,0              | 24,0              | 28,4              | 32,6              | 32,1              | 28,2              | 20,3              | 12,3              | 4,8               | 18,2              |
| Průměrné denní minimum [°C] | −7,9              | −5,6              | −0,1              | 6,0               | 10,3              | 13,7              | 17,5              | 16,8              | 12,0              | 5,9               | 0,9               | −3,8              | 5,5               |
| Průměrné srážky [mm]        | 19                | 22                | 24                | 35                | 52                | 35                | 17                | 13                | 15                | 31                | 24                | 18                | 305               |
| Zdroj:                      |                   |                   |                   |                   |                   |                   |                   |                   |                   |                   |                   |                   |                   |

## Ekonomika a infrastruktura
Město se od svého založení postupně stalo významným centrem průmyslu a služeb. Nejvýznamnějšími odvětvími průmyslu v Armaviru jsou potravinářství a výroba stavebních materiálů.

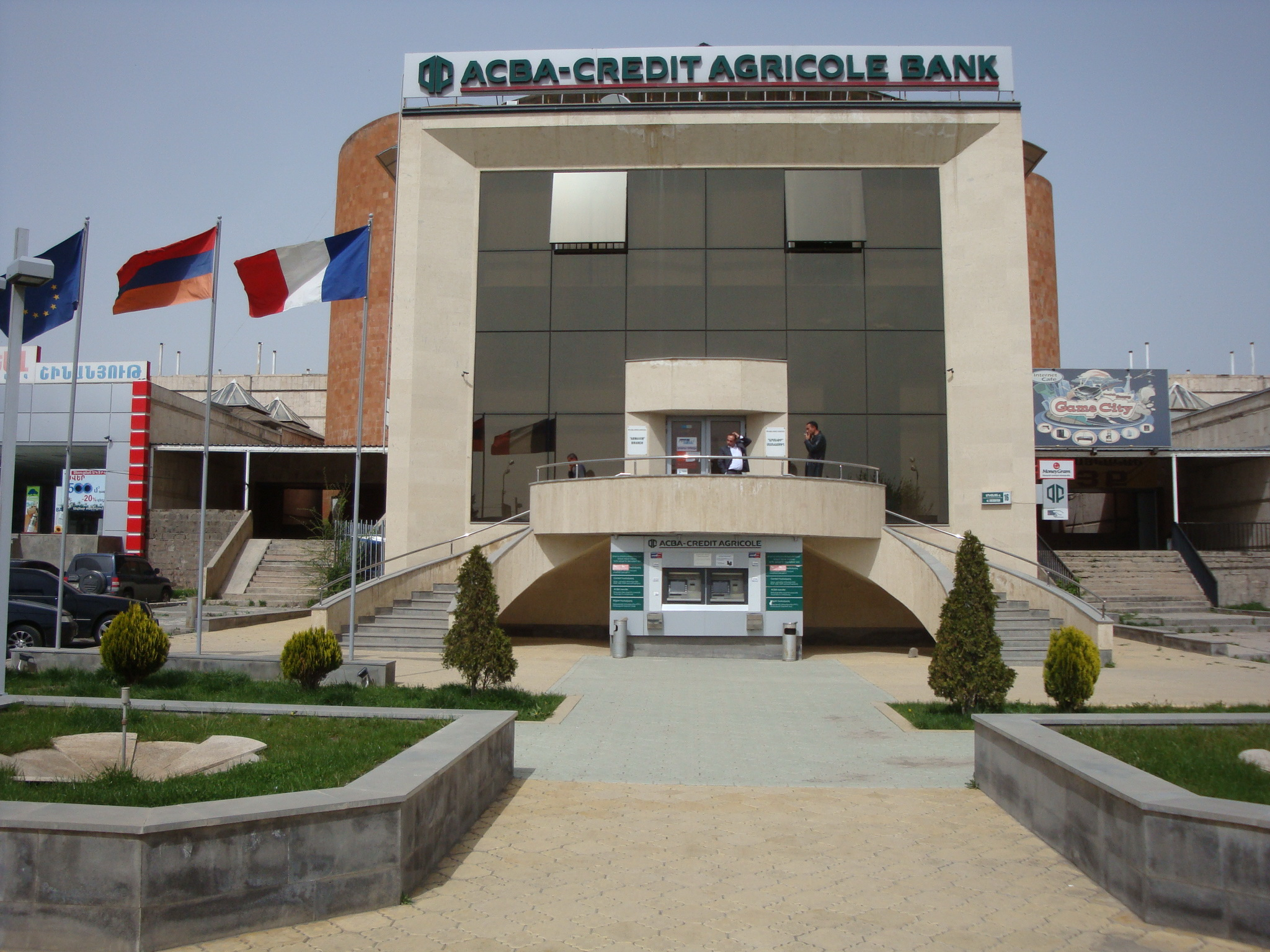
Budova pobočky Credit Agricole Bank v Armaviru

Prvním podnikem na území města byla přádelna bavlny, zprovozněná v roce 1928. O roku 1943 je v provozu závod na výrobu konzerv. Rozkládá se na ploše 16 000 m² a je tak jedním z největších podniků svého druhu na území bývalého Sovětského svazu. V roce 1966 pak ve městě vznikla pobočka významné jerevanské likérky Yerevan Brandy Company.

## Sport
Fotbalový klub FC Armavir byl založen v roce 1965 jako FC Sevan Oktemberjan a působil většinu sezón v sovětské třetí nejvyšší soutěži. Po rozpadu Sovětského svazu v roce 1992 okusil arménskou nejvyšší soutěž, ale hned po první sezóně sestoupil. Kvůli finančním problémům klub v roce 2003 zanikl.
V únoru 2017 spustila Arménská fotbalová asociace v Armaviru projekt na založení fotbalové akademie. O náklady, které se odhadují ve výši 3 milionů dolarů, se s národní asociací podělí též FIFA a UEFA. Dokončení realizace projektu je předpokládáno v říjnu 2019.

## Partnerská města
- Armavir, Rusko
- Feodosija, Ukrajina
- Dajr az-Zaur, Sýrie
- Galveston, USA